# Зеэви, Рехавам

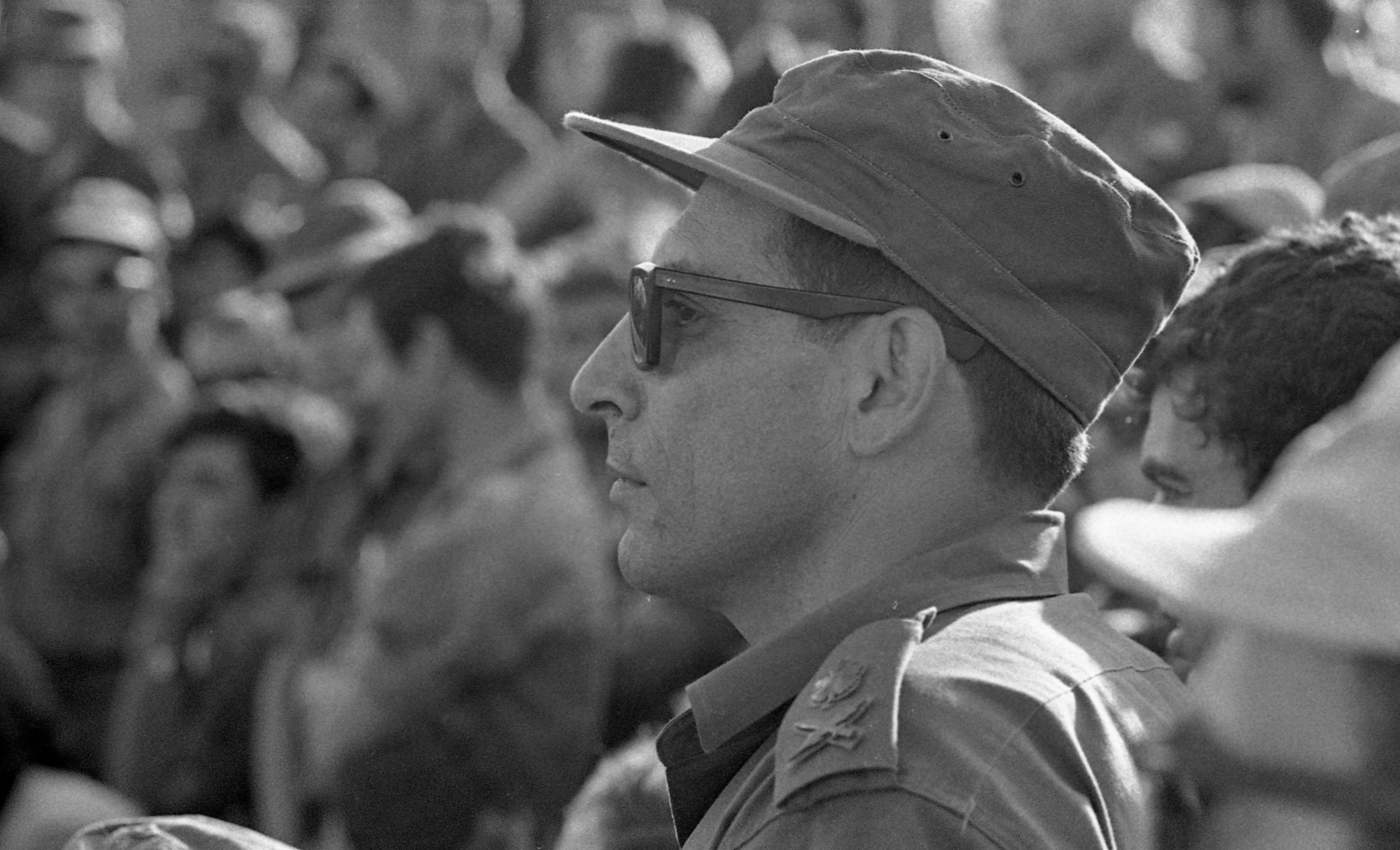
Зеэви, 1969

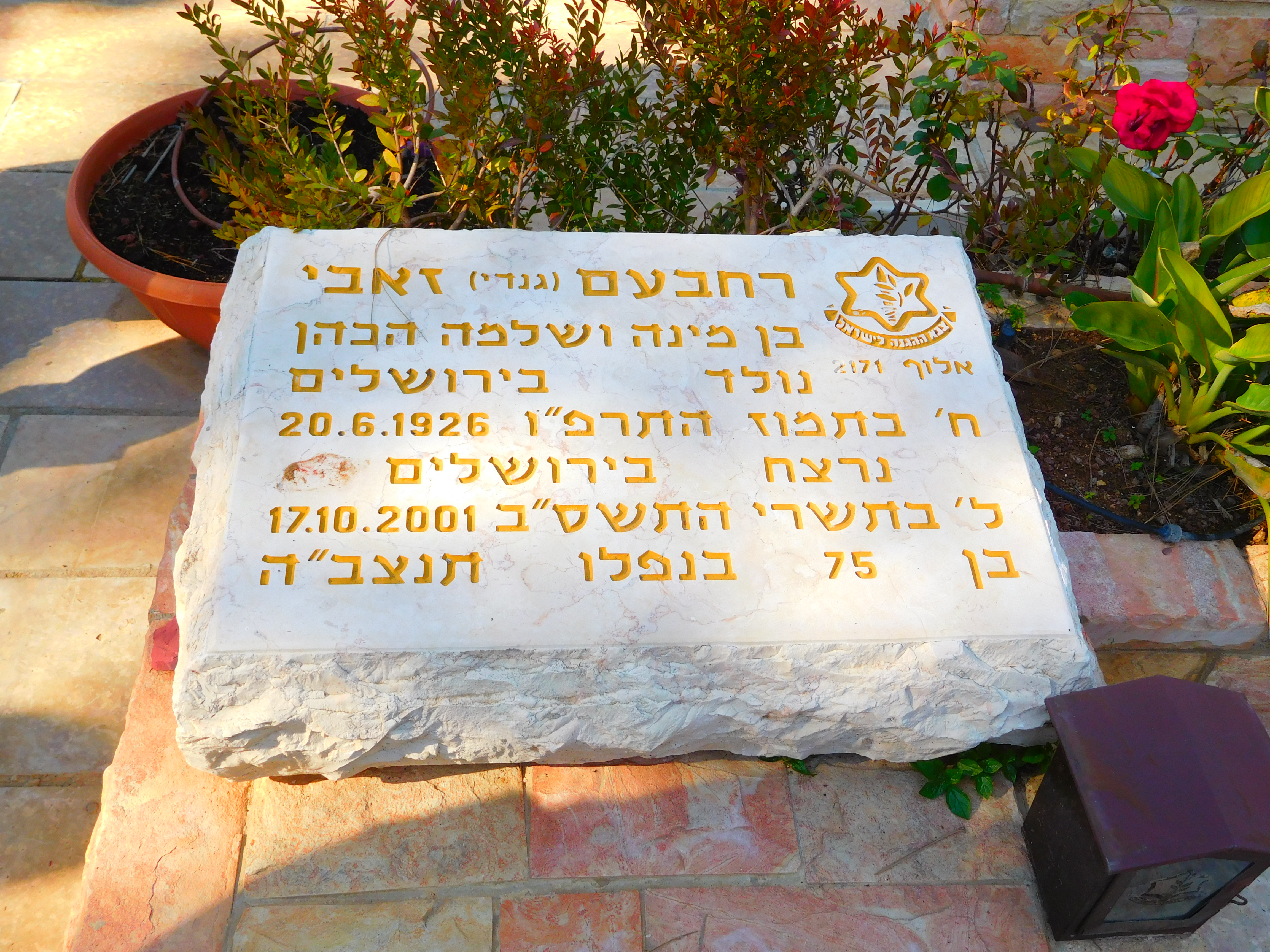
Могила Рехава́м Зеэви́ на Холме Герцля в Иерусалиме.

Рехава́м «Ганди» Зеэви́ (ивр. רחבעם "גנדי" זאבי‎; 20 июня 1926 — 17 октября 2001) — израильский политик, генерал-майор запаса, основатель и председатель правой партии «Моледет».
Будучи в должности министра туризма, был застрелен террористами НФОП в иерусалимской гостинице «Hyatt» утром 17 октября 2001 года.
Сторонник переселения всего арабского населения Эрец-Исраэль (включая Западный берег реки Иордан и Сектор Газа) в другие страны на основании «международных соглашений с арабскими странами по принципу обмена населением». Часть его критиков называла Зеэви за это «расистом», другая, не соглашаясь с его взглядами, считала, что этот ярлык приклеен к Зеэви незаслуженно.

## Биография
Рехаваам Амикам Зеэви родился в семье коренных жителей Иерусалима (шестое поколение). В юношестве Рехаваам Зеэви вступил в молодёжное движение «Маханот олим». В 1944 году был мобилизован в Пальмах (подразделение «Хаганы»).
После создания государства Израиль Зеэви продолжил службу в Армии обороны Израиля. До выхода в отставку в 1973 году он командовал батальоном в бригаде «Голани», был старшим офицером разведки в штабе Южного округа, в Суэцкий кризис 1956 года был начальником штаба Южного округа; в 1968 году Зеэви был назначен командующим Центральным округом, занимал должность начальника оперативного отдела генштаба. В Войну Судного дня был личным помощником начальника генштаба. Зеэви окончил высшую военную академию армии США и считался одним из самых грамотных аналитиков Армии обороны Израиля.
После демобилизации был назначен советником премьер-министра Ицхака Рабина по борьбе с террором. В начале 1980-х годов Зеэви стал председателем директората тель-авивского Музея Эрец-Исраэль. Работая в музее, он опубликовал ряд книг и статей по истории и географии Израиля. Был редактором библиотеки «Масаот Бней-Исраэль». Зеэви написал и отредактировал более 70 книг. Последним его трудом была книга о Хевроне, в которой он собрал редкие документы и фотографии погрома 1929 года
В 1988 году Зеэви был избран депутатом кнессета от партии «Моледет». В 1991 году присоединился к правительству Ицхака Шамира, однако покинул правительство в знак протеста против израильско-палестинских переговоров в Мадриде.
Несмотря на привлекательность программы партии «Моледет» для некоторых слоев населения, партия не могла на выборах в кнессет получить более трёх мест.
Пропагандировал идею добровольного трансфера палестинских арабов. Идея трансфера была краеугольным камнем партийной программы «Моледет», но, в отличие от последователей Меира Кахане, упор делался на его добровольность.
Многие не соглашались с этой идеей или с какими-то другими политическими и идеологическими убеждениями Ганди, но, согласно ряду источников, «никто никогда не сомневался в его искренней преданности народу и земле Израиля, за что он пользовался общим уважением».
В марте 2001 года Зееви вошёл в правящую коалицию Ариэля Шарона и получил пост министра туризма. Перед вступлением в должность он заявил, что подавит палестинскую интифаду и что «палестинцы приползут к нам на четвереньках, прося о перемирии». Многие иностранные представители отказывались встречаться с Зееви, когда он занимал должность министра.
17 октября 2001 года Зеэви был застрелен боевиками НФОП в иерусалимской гостинице «Хаят». В этот день он был намерен покинуть коалицию Шарона в знак протеста против частичного вывода войск из Хеврона.
В траурной церемонии приняли участие десятки тысяч людей, среди них — все известные израильские политики и военные. На похоронах выступали раввины, арабы, депутаты кнессета, друзья, дети Ганди. Говорилось о том, что в быту Ганди был человеком очень скромным, уступчивым, готовым помочь любому — и еврею, и арабу, и друзу — в решении любых бытовых проблем: образование, свадьба, детский сад и т. п. Один выступавший араб сказал: «Ганди был человеком добрым и помогал нам всем, но когда речь шла об убеждениях, он был прямолинеен и бескомпромиссен. Он говорил о том, во что он верил, и он верил в то, что говорил». Ганди мог поднять на ноги весь Израиль, чтобы найти врача для умирающего арабского ребёнка и спасти ему жизнь. В одной из арабских деревень есть улица, названная в его честь.
В прощальной речи Бени Элон, его соратник и преемник в кнессете, сказал:
За последний год в Израиле погибло много людей от рук террористов. Ганди был на каждых похоронах, он проводил каждого из погибших. Всегда ходил с жетоном на груди, какие носят солдаты. На нём — номера солдат, захваченных в плен на границе с Ливаном.

Мне кажется, что Ганди вобрал в себя всю боль еврейского народа, всё напряжение его борьбы за выживание и за право быть свободным народом на своей земле. Так он и пал — как солдат в борьбе за свой народ и свою страну

## Политические взгляды
Рехавам Зеэви был сторонником добровольного трансфера арабов (в ходе мирных переговоров). Он считал подобное переселение «излечением демографической болезни».
По другим данным, Зеэви не исключал насильственную депортацию арабов Палестины в ходе военных действий или путём резкого ухудшения уровня жизни палестинского населения искусственным образом. Согласно статье Ben Lynfield в «The Christian Science Monitor», по мнению Зеэви этого можно было добиться тремя способами:
1. Сделать жизнь палестинцев настолько невыносимой, что они уедут сами;
2. Договориться о трансфере с арабскими странами;
3. В случае войны трансфер может быть проведен силовыми способами[11].

Согласно газете «Гардиан», Зееви призывал лишить арабов права голоса — граждан Израиля на том основании, что они не служат в Армии, и считал, что Израиль должен захватить Иорданию, поскольку в библейскую эру там жили израильские племена.
Согласно Donald Neff из Washington Report on Middle East Affairs (критикуемого еврейскими организациями США за его про-арабскую позицию, и среди израильских авторов которой объявлены Ури Авнери, Илан Паппе, Исраэль Шахак …), «Зееви называл палестинцев „раковой опухолью“ и „вшами“».
Эти слова Зееви относились к палестинским арабам, иммигрировавшим с оккупированных Израилем территорий, живущим и работающим в Израиле нелегально. В интервью радиостанции «Галей ЦАХАЛ», он сказал следующее:
Они прибывают сюда и пытаются стать гражданами Израиля, потому что они хотят получить право на пособие по социальному обеспечению. Мы должны избавиться от тех, кто не является израильскими гражданами таким же образом, как избавляются от вшей. Мы должны прекратить распространение этой раковой опухоли среди нас.
Оригинальный текст (англ.)"They arrived here and are trying to become citizens because they want social security and welfare payments," Ze'evi said. "We should get rid of the ones who are not Israeli citizens the same way you get rid of lice. We have to stop this cancer from spreading within us". 
Зееви также известен тем, что называл Джорджа Буша — старшего «лжецом и антисемитом», Эхуда Барака он назвал «сумасшедшим», а Ясира Арафата «военным преступником» и «змеёй». Он утверждал, что первый трансфер произвела партия Авода в 1948 году.
По мнению Моше Кона (The Jerusalem Post) и Президента Израиля Шимона Переса, Рехаваму Зееви совершенно незаслуженно приклеили ярлык «фашиста» и «расиста» за защиту идеи трансфера:
Если считать трансфер арабов из земли Израиля путём соглашения или, если потребуется, принуждения, заслуживающим один из этих эпитетов, тогда и он, и названные сионисты, и другие достойные уважения евреи оказываются в славной компании таких «фашистов-расистов», как
- лауреат нобелевской премии мира Фритьоф Нансен, организатор взаимного трансфера греческого и турецкого населения после Первой мировой войны;
- 31-й президент США Герберт Гувер, его последователи, Франклин Рузвельт и Гарри Трумен, лауреат нобелевской премии мира сэр Норман Энджел,
- королевская комиссия Пиля 1937-го года,
- английский полковник Ричард Мейнертзаген,
- американский автор Джон Гюнтер,
- Гарри Сент-Джон Филби, фанатичный британский антисионист и советник правителя Саудовской Аравии Абдул Азиз Ибн Сауда, человека, ответственного за трансфер хашемитских арабов из Аравийского полуострова в Трансиорданию,
- его святейшество Джеймс Паркс, английский христианский теолог и историк,
- британский министр колоний Вильям Ормсби-Гор, Британская лейбористская партия, британский министр иностранных дел и премьер-министр Энтони Иден и другие нееврейские лидеры,

[которые на определённых этапах высказывали идею о трансфере арабов из Палестины.] 

(История трансфера изложена в детально документированной книге Хаима Саймона «Международные предложения по трансферу арабов из Палестины», 1988 год). 